# Nieuport I
Le Nieuport I est un avion ultraléger de sport construit en 1909 par Édouard Nieuport surnommé « L'Araignée ».
Ce monoplace à poste ouvert comportait une courte nacelle logeant le pilote derrière un moteur 2 cylindres à plat Darracq de 18⁄20 ch. La voilure reposait sur un bord d’attaque rigide, des nervures de très faible épaisseur et un bord de fuite obtenu et reliant les queues de nervures par un câble. Le contrôle de l’appareil se faisait donc par gauchissement des ailes. Cruciforme, l’empennage était supporté par quatre longerons, deux s’appuyant sur l’aile et deux prolongeant le châssis d’atterrissage comportant deux patins à large voie et des roues à rayon avec essieu. Cet appareil pesait 135 kg sans moteur et 195 kg en charge. 
Il semble que la réalisation de cet appareil ait débuté fin 1908, avec l’aide de Jacques Schneider. Il connut une très courte carrière : Il débuta ses essais fin 1909 à Issy-les-Moulineaux mais fut détruit par la crue de la Seine en janvier 1910.

## Sources
- Les premiers Nieuport par G. Hartmann
- (en) Ray Sanger, Nieuport Aircraft of WW1, The Crowood Press Ltd, mars 2002, 192 p. (ISBN 1-86126-447-X)